# Relaciones Chile-Países Bajos
Las relaciones Chile-Países Bajos son las relaciones internacionales entre la República de Chile y el Reino de los Países Bajos. Ellas se enmarcan dentro de las relaciones entre Chile y la Unión Europea, y han sido estrechas y coincidentes en ámbitos sociales, culturales y económicos, con excepción del periodo del régimen militar de Augusto Pinochet, del cual el gobierno neerlandés fue un importante opositor en la escena internacional. Actualmente, ambos países cultivan una importante relación bilateral en diversas áreas.

## Historia

### sigloXIX
Las relaciones bilaterales entre ambos países se remontan al 2 de junio de 1849, cuando el gobierno chileno reconoció en forma oficial a José Boonen como el primer vicecónsul de los Países Bajos en Chile. Por su parte, el 22 de agosto del mismo año, la Monarquía de los Países Bajos reconoció oficialmente como primer representante chileno en suelo neerlandés al cónsul Eduardo Serruye. 
Como parte del proceso de colonización europea de la Araucanía a fines del siglo XIX, el gobierno chileno reclutó colonos neerlandeses con el fin de poblar y fundar localidades en esa área escasamente habitada del sur de Chile. La Colonia Nueva Transvaal, es una localidad ubicada en la comuna de Gorbea, fundada por colonos bóeres del Imperio neerlandés, quienes se refugiaron en territorio chileno como consecuencia de las guerras de los bóeres. Otras localidades fundadas o con un importante número de inmigrantes neerlandeses son Boroa, Faja Maisan y Pitrufquén.

### sigloXX
En 1910, Chile subió el rango de su legación diplomática en los Países Bajos, acreditando como enviado extraordinario y ministro plenipotenciario a Jorge Huneeus Gana, lo que fue correspondido en noviembre de 1917, cuando asumió en el mismo cargo, con residencia permanente en Chile, el neerlandés Hendrik van Oordt de Lavenrecht. El 26 de mayo de 1937, se firmó un acuerdo comercial entre ambos países, que permitió a Chile exportar salitre, cobre, cereales y miel de abejas, mientras que los Países Bajos exportaron arroz, cacao y ampolletas. Las cercanas relaciones entre ambos países se confirmaron con la ocasión de la visita oficial efectuada a Chile por el príncipe Bernardo, esposo de la reina Juliana de los Países Bajos, entre el 10 y el 20 de abril de 1951, ocasión en que fue condecorado por el presidente Gabriel González Videla, con el Collar de la Orden al Mérito de Chile, quien a su vez fue condecorado por el príncipe con la Gran Cruz del León de los Países Bajos. En 1955, ambos países decidieron volver a subir de rango sus relaciones bilaterales a nivel de embajadas, asumiendo en tales cargos los diplomáticos Luis Renard Valenzuela, en La Haya, y Petrus Albertus Kenstell, en Santiago de Chile.
En 1961, el gobierno neerlandés estableció un sistema garantías crediticias para facilitar la exportación a Chile de bienes de capital, el que fue refrendado por los bancos centrales de ambos países. Al año siguiente, ambos países firmaron un convenio de migración, en virtud del cual se favoreció la inmigración neerlandesa en Chile, especialmente de agricultores, ganaderos y técnicos para dedicarse a la actividad lechera en el sur del país. En 1966, una misión comercial neerlandesa ofreció financiar a nombre de los Países Bajos la construcción de una red de telecomunicaciones de alta frecuencia en Chile, lo que fue encargada a la Empresa Nacional de Telecomunicaciones con recursos ascendentes a más de 2,5 millones de florines de la época, dispuestos por el Banco Neerlandés de Inversiones.
Tras el golpe de Estado en Chile de 1973, las relaciones entre ambos países se distanciaron políticamente. Un año antes, el ministro neerlandés de cooperación, Jan Pronk, había fundado un movimiento de solidaridad con el gobierno de Salvador Allende, y existía simpatía de parte de sindicatos y laboristas neerlandeses con lo que el primer ministro Joop den Uyl consideraba “un experimento social demócrata”. A días de perpetrado el golpe militar, unos 20 mil neerlandeses marcharon por Ámsterdam y otras ciudades contra la dictadura, incluyendo políticos y miembros del gobierno. La respuesta inmediata del gobierno neerlandés fue la total oposición y adopción de medidas de recorte de relaciones políticas y económicas con el nuevo gobierno chileno, así como la total condena a las violaciones a los derechos humanos a nivel internacional y bilateral. Países Bajos no cortó relaciones diplomáticas con Chile, pues quería mantener contactos para entregar ayuda a los prisioneros políticos y ofrecerles asilo, así como para proteger a los ciudadanos neerlandeses residentes en Chile y a otros opositores al régimen militar.

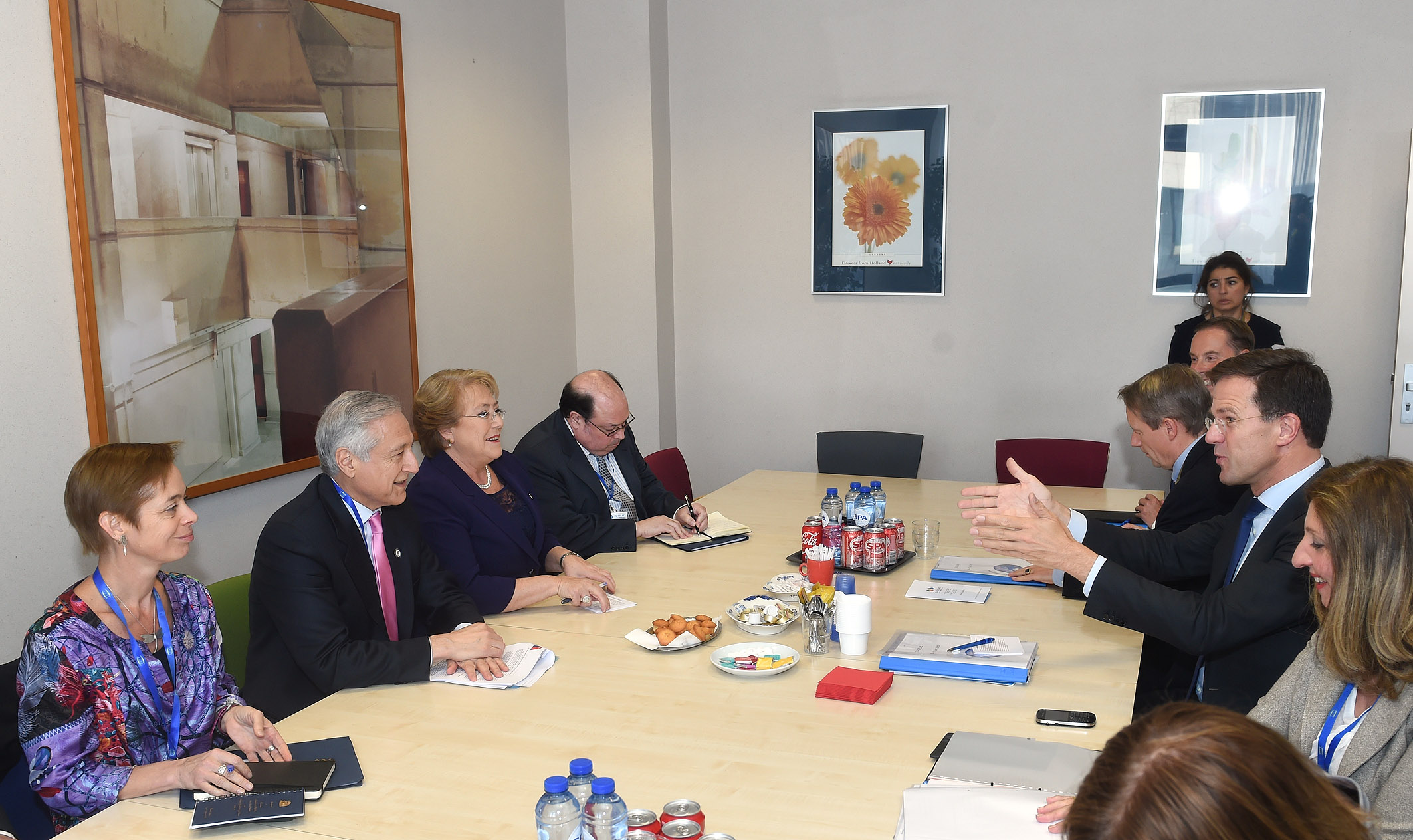
Reunión de trabajo bilateral entre la presidenta chilena, Michelle Bachelet, junto al primer ministro neerlandés, Mark Rutte (2015)

Con el retorno de la democracia a Chile en marzo de 1990, las relaciones entre ambos países se normalizaron. En octubre de ese año, ambos países firmaron un convenio de cooperación económica y tecnológica, mientras que en enero de 1996 se suscribió un convenio sobre seguridad social

### sigloXXI
En 2009, ambos países suscribieron acuerdos de cooperación para la formación de capital humano avanzado y en el ámbito de transferencia tecnológica y de experiencias en materia agrícola y alimentaria.

## Visitas oficiales
En 1972, el primer ministro neerlandés, Joop den Uyl, visitó Chile, a propósito de la Conferencia de las Naciones Unidas sobre Comercio y Desarrollo (UNCTAD III) que se desarrolló en Santiago entre abril y mayo de ese año. Tras el retorno de la democracia a Chile, el presidente chileno Patricio Aylwin realizó una visita oficial a los Países Bajos en abril de 1991, lo que fue respondido con la visita del primer ministro Wim Kok en 1998, lo que redundó en un afianzamiento de los lazos entre ambas naciones. En 2003, la reina Beatriz de los Países Bajos visitó Chile en marzo de 2003, extendiendo una invitación al Presidente Ricardo Lagos para que visitase los Países Bajos en el año 2005, la que no se pudo concretar por razones de fuerza mayor. El canciller chileno Ignacio Walker viajó en representación del Jefe de Estado chileno en junio de 2005, ocasión en que se reunió con su par neerlandés Bernard Bot y suscribió convenios en materias aduaneras y de seguridad social. Posteriormente, la presidenta Michelle Bachelet y el primer ministro Jan Peter Balkenende se reunieron en varias oportunidades en el marco de instancias multilaterales, como por ejemplo el encuentro bilateral que sostuvieron en septiembre de 2008 durante la 63° Asamblea General de las Naciones Unidas. A principios del año 2009 el entonces Príncipe Heredero Guillermo Alejandro, acompañado de la Princesa Máxima, realizaron una visita privada a Chile, oportunidad en que recorrieron la Patagonia y visitaron el Territorio Chileno Antártico. Los días 25 a 27 de mayo del mismo año, la presidenta Michelle Bachelet realizó una visita de Estado al Reino de los Países Bajos, siendo recibida por la reina Beatriz, el primer ministro Jan Peter Balkenende y las presidentas de los Estados Generales.

## Relaciones comerciales

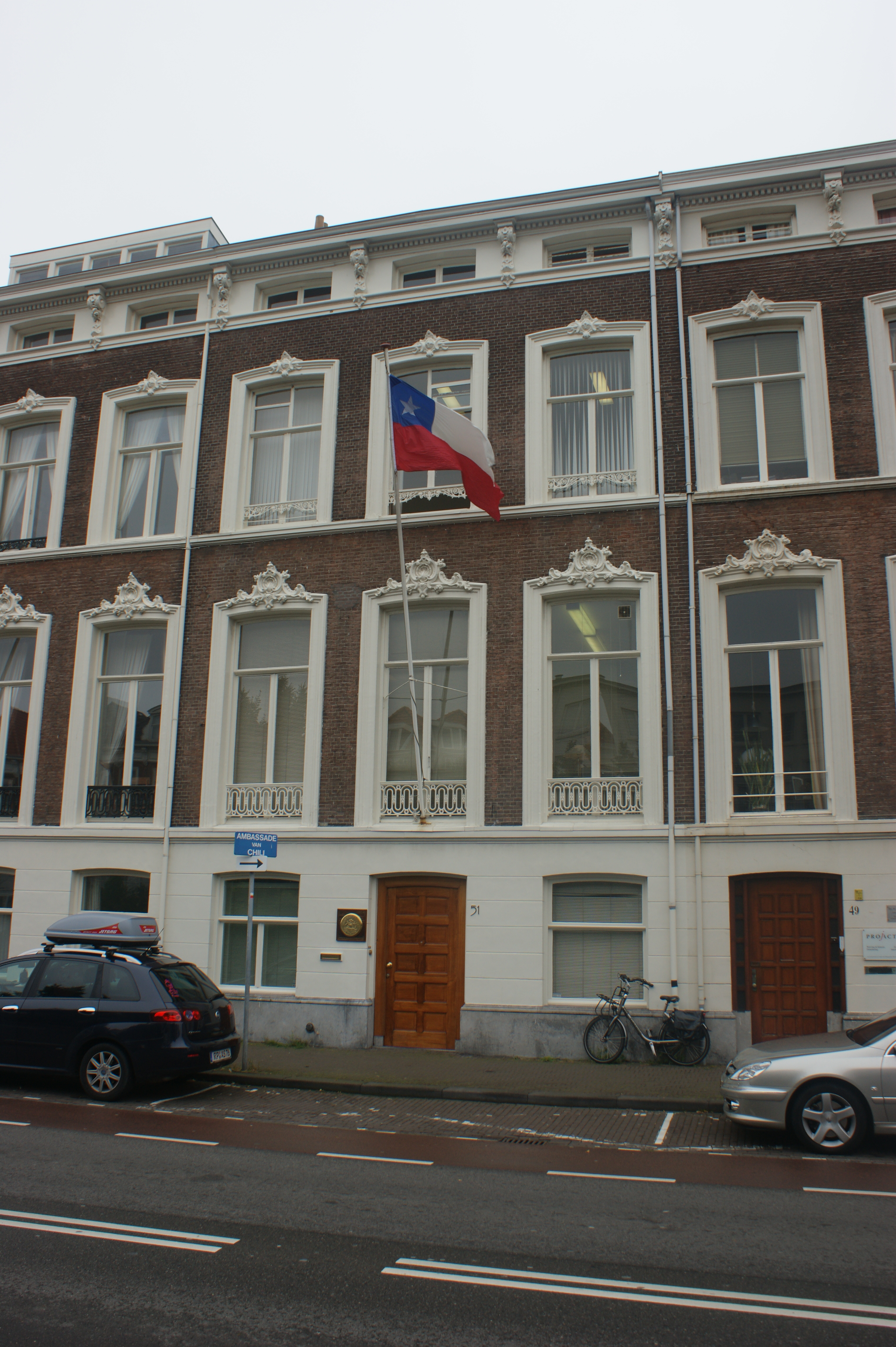
Embajada de Chile en La Haya

En el ámbito económico-comercial, las relaciones entre ambos países se enmarcan en el acuerdo de asociación entre Chile y la Unión Europea, vigente desde 2003. 
En 2023, el intercambio comercial entre ambos países ascendió a los 2 171 millones de dólares estadounidenses. Los principales productos exportados por Chile fueron cátodos de cobre, pasta química de eucaliptus, molibdeno, yodo y paltas, mientras que aquellos exportados principalmente por Países Bajos al país sudamericano fueron queso gouda, papas congeladas y estampillas de correos.

## Misiones diplomáticas
- Chile estableció su embajada en La Haya, la que mantiene una activa participación representando al país ante los diversos organismos multilaterales y tribunales internacionales con sede en esa ciudad, como la Corte Internacional de Justicia, la Organización para la Prohibición de las Armas Químicas, la Corte Penal Internacional, la Conferencia de La Haya de Derecho Internacional Privado, y la Corte Permanente de Arbitraje. Asimismo, Chile mantiene un consulado general en Ámsterdam.[10]

- La embajada neerlandesa en Chile se ubica en la ciudad de Santiago de Chile. También, Países Bajos cuenta con consulados honorarios en Antofagasta, Concepción, Iquique, Puerto Montt, Punta Arenas, Temuco, Valdivia, y Valparaíso.[11]